# Нечовек (манга)
Нечовек (јап. 人間失格, Ningen Shikkaku) јесте манга серија коју је написао и илустровао Усамару Фуруја. Представља адаптацију романа „Нечовек” чији је аутор Осаму Дазај. Поглавља су се серијализовала од фебруара 2009. до априла 2011. године у часопису Comic Bunch, па сакупљена у три танкобон тома. Мангу на српски преводи издавачка кућа Танеси од 2025. године.

## Радња
Јозо Оба је ништарија. Он је сликар упитног талента, али заправо истински уметник у уништавању свега чега се лати и упропаштавању свакога ко му се приближи. Он нити разуме човечанство нити види своје место. Једино људско у њему резултат је конформистичке потребе да се попут камелеона претвара да је налик другима. Оба је уметник у претварању.

## Списак томова
| Бр. | Првобитни датум издања | Првобитни         | Датум издања на српском | на српском |
| --- | ---------------------- | ----------------- | ----------------------- | ---------- |
| 1   | 9. јун 2009.           | 978-4-10-771486-2 | —                       | —          |
| 2   | 9. фебруар 2010.       | 978-4-10-771542-5 | —                       | —          |
| 3   | 9. јун 2011.           | 978-4-10-771621-7 | —                       | —          |